# 달라스 바이어스 클럽
《달라스 바이어스 클럽》(영어: Dallas Buyers Club)은 2013년 개봉된 미국의 전기 드라마 영화이다. 장마크 발레가 감독하고 멜리사 월랙, 크레이즈 보텐 각본을 썼다. 이 영화에는 매슈 매코너헤이, 제니퍼 가너, 자레드 레토가 출연한다. 에이즈로 시한부 판정을 받은 론 우드루프가 자신에게 맞는 치료 방법이 없어서 마약을 이용하여 필사적으로 병을 치료하는 이야기를 담고 있으며, 매코너헤이는 실존 인물인 에이즈 감염자 론 우드루프를 연기 하기 위해 몸무게를 실제로 20kg 가까이 감량해 화제를 모았다. 이 영화는 2013년 9월 7일 토론토 국제 영화제에서 첫 공개되었으며, 배우들의 연이은 호평으로 제86회 미국 아카데미상에서 최우수 작품상, 각본상, 편집상, 후보 지명을 포함해 남우주연상(매슈 매코너헤이)과 남우조연상(자레드 레토)을 동시에 수상, 분장상을 수상하는 쾌거를 이뤘다. 이 기록은 2003년 영화 《미스틱 리버》로 제76회 미국 아카데미상에서 남우주연상(숀 펜)과 남우조연상(팀 로빈스)을 동시 수상한 이후 10년만의 일이다.

## 줄거리
방탕한 생활을 하며 자유로운 삶을 사는 전기 기술자 우드루프(매슈 매코너헤이 분). 갑자기 쓰러져 정신을 차려보니 병원이고, 설상가상으로 의료진은 그의 생명이 한 달밖에 남지 않았다고 말한다. 에이즈란 "호모만 걸린다"고 알고 있던 우드루프는 "헛소리"라며 자리를 박차고 나간다. 그러나 도서관에서 에이즈에 관해 공부한 그는 남녀 간의 부적절한 성접촉으로도 병에 감염될 수 있다는 사실을 알게 된다.
병원에서 준 치료제가 고통을 더는 데 전혀 도움이 되지 않는다고 판단한 우드루프는 FDA(미국 식품의약국)의 승인을 받지 않은 에이즈 치료제를 몰래 구해 먹고 효과를 본다. 그는 미승인 치료제를 멕시코에서 손쉽게 구할 수 있다는 정보를 얻고 나서 밀수에 뛰어들어 큰돈을 만진다. 자신감을 얻은 그는 동성애자 레이언(자레드 레토 분)과 한 달에 400달러만 내면 금지 약물을 마음껏 먹을 수 있는 '달라스 바이어스 클럽'을 만들지만 FDA의 단속이 시작되면서 수세에 몰리는데…

## 배역
- 매슈 매코너헤이 - 론 우드루프 역
- 제니퍼 가너 - 닥터 이브 삭스 역
- 자레드 레토 - 레이언 역
- 데니스 오헤어 - 닥터 서바드 역
- 스티브 잔 - 터커 역
- 마이클 오닐 - 리처드 바클리 역
- 댈러스 로버츠 - 데이비드 웨인 역
- 그리핀 던 - 닥터 배스 역
- 케빈 랜킨 - 티제이 역
- 로렌스 터너 - 레리 역
- 제임스 더몬트 - 레이언의 아버지 역
- 브래드포드 콕스 - 써니 역
- 조지 요시다 - 닥터 히로시 역
- 펠톤 르 블랑
- 조셉 우젤
- 스콧 타케다
- 니오나 닐